# Moord op James Garfield
De moord op James Garfield vond plaats op 2 juli 1881 toen James Garfield, de 20e president van de Verenigde Staten, werd neergeschoten in het Baltimore and Potomac Railroad Station in Washington D.C., minder dan vier maanden na het begin van zijn presidentschap. De president werd rond half tien in de ochtend langs achteren beschoten door Charles J. Guiteau in de wachtzaal van het station. Garfield stierf 79 dagen later, op 19 september 1881 aan de gevolgen van zijn verwondingen. Hij was de tweede Amerikaanse president die werd vermoord, na Abraham Lincoln in 1865.
De vermoorde president werd opgevolgd door vicepresident Chester Arthur. De moordenaar werd ter dood veroordeeld en twee dagen voor de eerste verjaardag van zijn misdaad, op 30 juni 1882, om het leven gebracht.